# Музей Азербайджана
Музей Азербайджана — главный археологический и исторический музей в Тебризе, в северо-западной части Ирана (провинция Восточный Азербайджан). Он был основан в апреле 1958 года.

## Описание
Музей состоит из трех больших залов, бокового двора, кабинетов и библиотеки. В основном он содержит предметы, обнаруженные при раскопках в Иранском Азербайджане, а также некоторые произведения искусства и скульптуры художников.
Библиотека музея содержит более 2500 книг, как рукописных, так и печатных, по истории, археологии, искусству и культуре.
Музей Азербайджана является первым и старейшим музеем в северо-западной части страны, а экспонаты включают предметы из разных археологических памятников по всей стране и охватывают полный хронологический период его истории, что делает музей уникальным и одним из самых важных в Иране.
Во дворе музея выставлены каменные человеческие фигуры, статуи и надписи.

## Галерея
В музее Азербайджана имеются 3 галереи.

### I Галерея
В первой галерее представлены самые древние останки, датированные периодом с V-го тысячелетия до н. э. до династии Сасанидов (212—656 гг. н. э.). Здесь также выставлены статуи, посвященные богам и богиням, ритоны, два человеческих скелета (женский и мужской) и инкрустированная мраморная плита, называемая камнем Бисмилла.

### II Галерея
Вторая галерея состоит из двух частей:
1. Исламская археология
2. Монеты и печати

Экспонаты, включенные во вторую часть этой галереи, посвященную монетам, охватывают период от империи Ахеменидов до периода Каджаров.

### III Галерея
Третья галерея включает в себя несколько скульптур Ахада Хоссейни.

## Фотогалерея
- 1 этаж музея.
- Памятник солдата-пехотинца времен иранской парфянской династии
- Останки железного века
- Каменная гиря, Джирофт, 3 тысячелетие до н.э.
- Каменная гиря, Джирофт, 3 тысячелетие до н.э.
- Керамика, Эсмаил Абад, 5 тысячелетие до н. э.
- Ювелирные изделия относящиеся к 1 тысячелетию до нашей эры.
- Ювелирные изделия относящиеся к 1 тысячелетию до нашей эры.
- Шкатулка для драгоценностей, эпоха Гаджара (XIX век).
- Фарфор эпохи Сефевидов (XVI-XVIII вв.).
- Керамика, Горган, XIII век.
- Жемчужина эпохи Каджар (XIX век).
- Серебряная тарелка эпохи Сасанидов с золотой крышкой.
- Сасанидское стекло.
- Главный зал на первом этаже.
- Зал монет.
- Королевская печать с надписями на Пехлеви, Зал монет.
- Печать Сасанидской эпохи, Зал монет.
- Трёхтонный камень Бисмиллах, египетская каллиграфия XIX века.